# Ploudaniel
Ploudaniel (bretonisch Plouzeniel) ist eine französische Gemeinde im Département Finistère mit 3738 Einwohnern (Stand 1. Januar 2022). Die Bewohner werden Ploudanielois und Ploudanieloises genannt.

## Lage
Die Gemeinde befindet sich im Nordwesten der Bretagne etwa 12 Kilometer südlich der Atlantikküste. Der Kantonshauptort Lesneven liegt 4 Kilometer nördlich, Brest 20 Kilometer südwestlich und Paris etwa 480 Kilometer östlich.

## Verkehr
Bei Landerneau und Brest befinden sich die nächsten Abfahrten an der Schnellstraße E 50 (Rennes – Brest) und  Regionalbahnhöfe an den Bahnlinien Brest – Rennes und Brest – Nantes.
Der Regionalflughafen Aéroport de Brest Bretagne liegt 14 Kilometer südwestlich.

## Bevölkerungsentwicklung
| Jahr                       | 1962 | 1968 | 1975 | 1982 | 1990 | 1999 | 2008 | 2017 |
| Einwohner                  | 2630 | 2511 | 2558 | 3044 | 3406 | 2572 | 3683 | 3709 |
| Quellen: Cassini und INSEE |      |      |      |      |      |      |      |      |

## Sehenswürdigkeiten
- Pfarrkirche Saint-Yves, zwischen 1860 und 1862 errichtet,
- Kapelle Saint-Éloy aus dem 16. Jahrhundert, ihr Glockenturm aus dem 17. Jahrhundert, seit 1932 als Monument historique eingeschrieben
- Kapelle Sainte-Pétronille
- Herrenhaus Trébodennic, erbaut 1584, erweitert im 19. Jahrhundert, Fassaden und Dächer sind seit 1932 als Monument historique eingeschrieben
- Gallischer Kultstein in Ploudaniel, seit 1950 als Monument historique klassifiziert
- Alte Getreidemühle aus der zweiten Hälfte des 16. Jahrhunderts, seit 1968 ls Monument historique eingeschrieben
- Calvaire in Kermoalic aus dem 15. Jahrhundert

Siehe auch: Liste der Monuments historiques in Ploudaniel

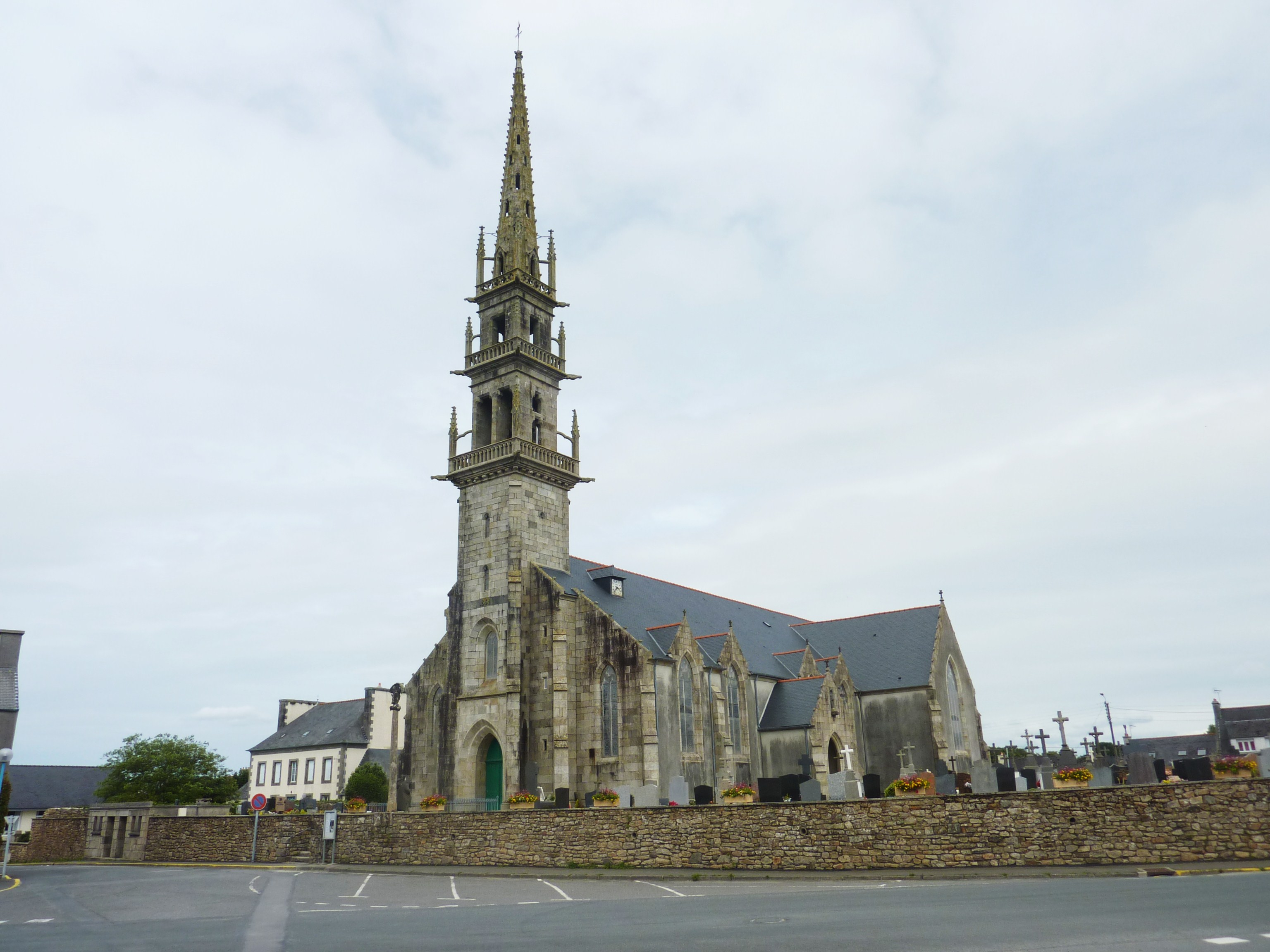
Kirche Saint-Yves
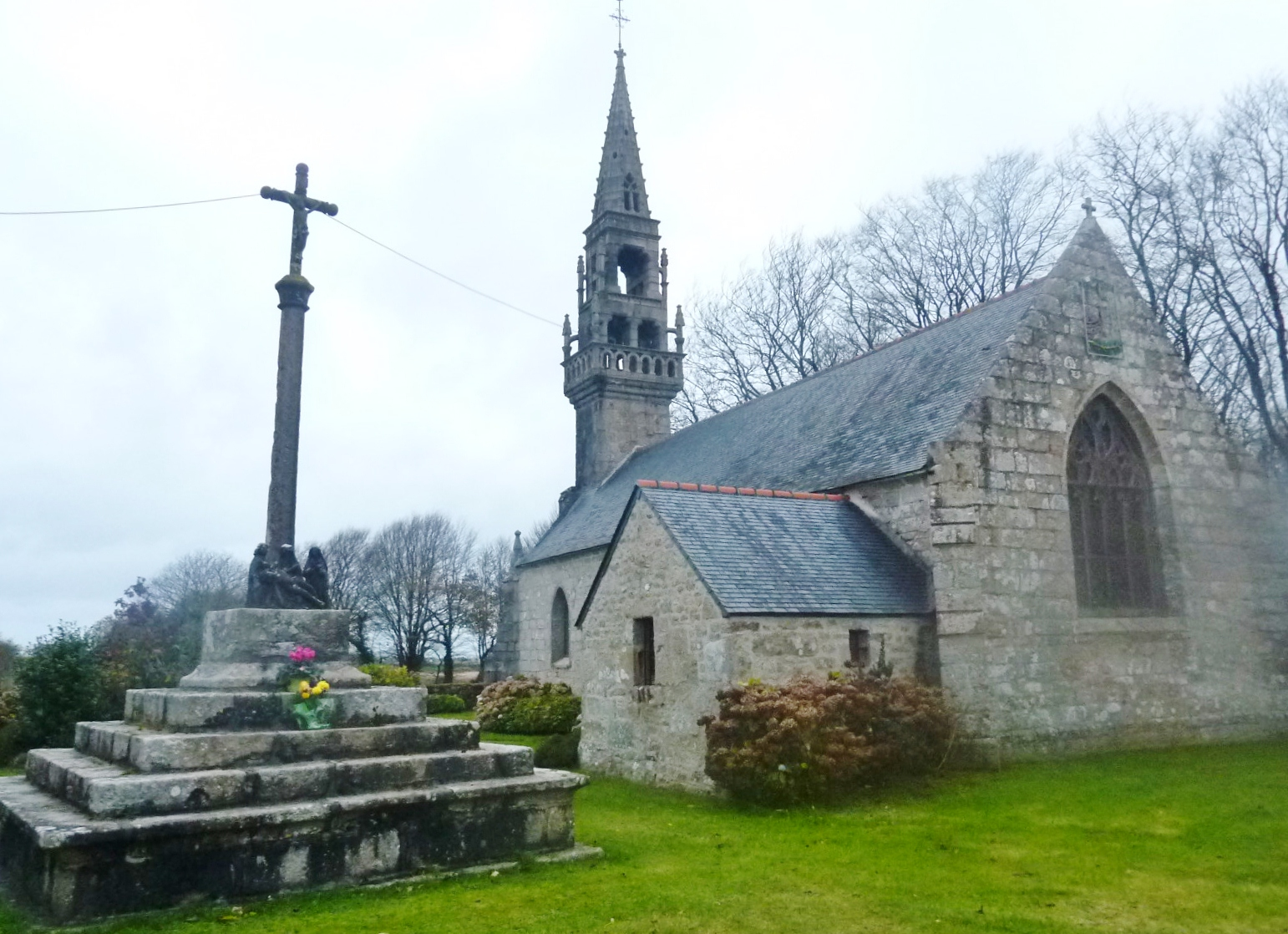
Kapelle Saint-Éloy
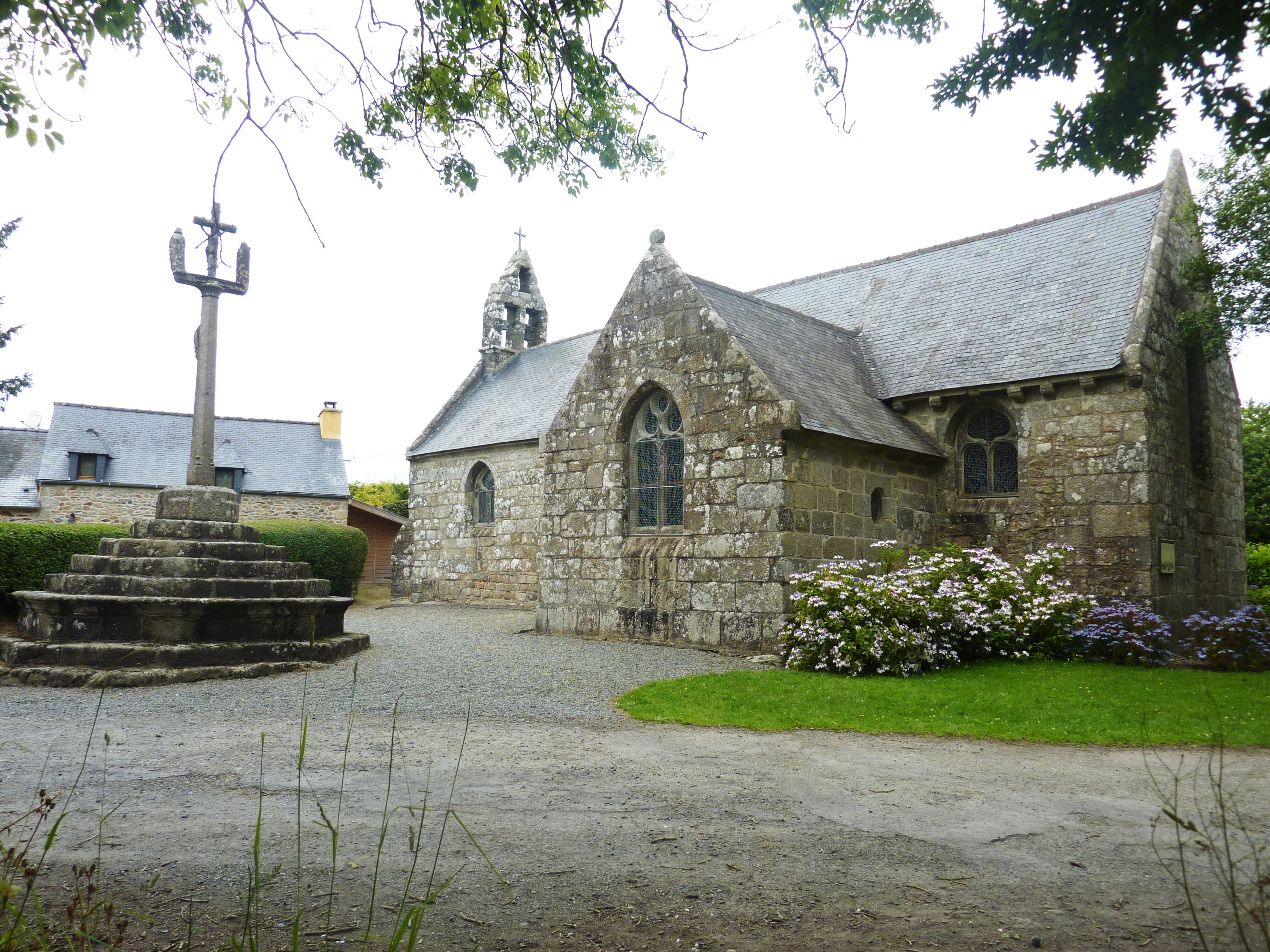
Kapelle Sainte-Pétronille
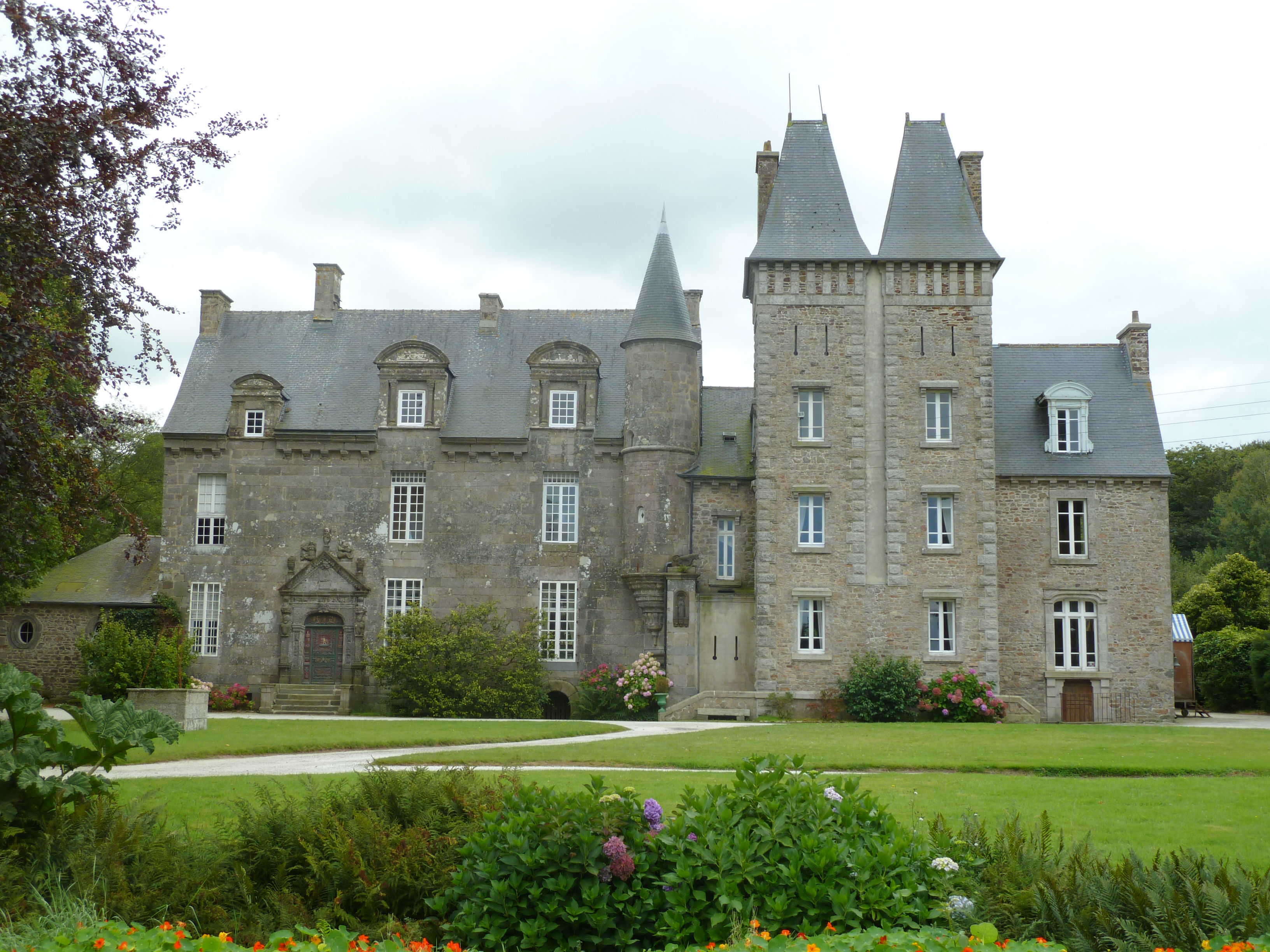
Herrenhaus Trébodennic
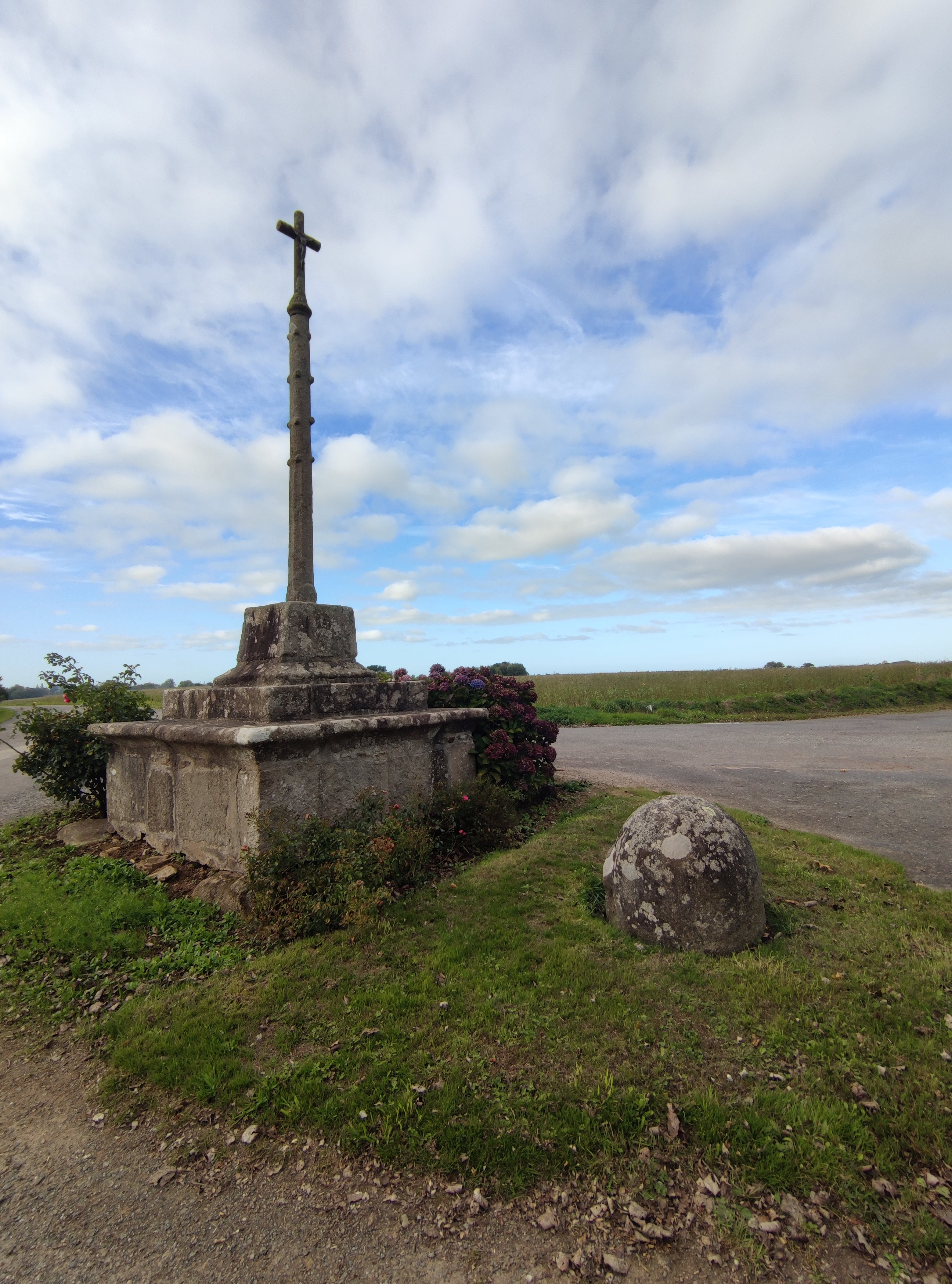
Gallischer Kultstein (vorne rechts)
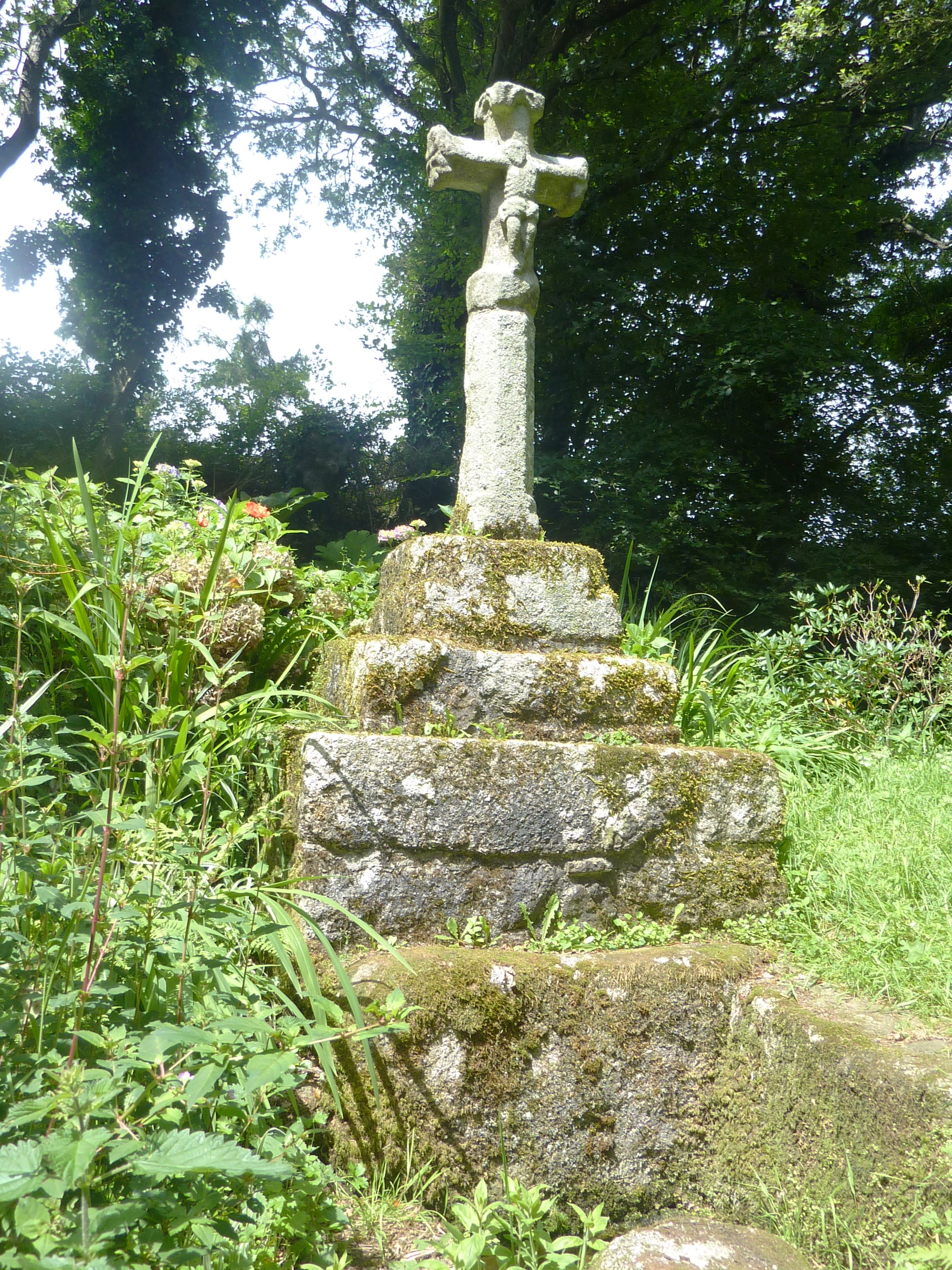
Calvaire in Kermoalic

## Gemeindepartnerschaft
Mit der französischen Gemeinde Fréland im Département Haut-Rhin hat Ploudaniel eine Gemeindepartnerschaft begründet.